# Grote Prijs van Moskou 2014
De 11e editie van de wielerwedstrijd Grote Prijs van Moskou werd gehouden op 3 mei 2014. De start en finish vonden plaats in Moskou. De wedstrijd maakte deel uit van de UCI Europe Tour 2014, in de categorie 1.2. In 2013 won de Rus Ivan Kovalev. Dit jaar won zijn landgenoot Leonid Krasnov.

## Uitslag
| Plaats  | Naam                 | Ploeg               | Tijd     |
| ------- | -------------------- | ------------------- | -------- |
| Winnaar | Leonid Krasnov       | RusVelo             | 3u37'08" |
| 2       | Andriy Kulyk         | Kolss               | z.t.     |
| 3       | Andris Smirnovs      | Rietumu-Delfin      | z.t.     |
| 4       | Apostolos Bouglas    | SP Tableware        | z.t.     |
| 5       | Dmitry Krivtsov      | Kolss               | z.t.     |
| 6       | Aleksandr Zjdanov    |                     | z.t.     |
| 7       | Maksym Vasilyev      | ISD CT              | z.t.     |
| 8       | Aleksandr Serov      | RusVelo             | z.t.     |
| 9       | Konstantin Jakimov   | Team 21             | z.t.     |
| 10      | Georgios Karatzios   | SP Tableware        | z.t.     |
| 11      | Artur Kovsj          | Itera-Katjoesja     | z.t.     |
| 12      | Jevgeni Kovalev      | Russian Helicopters | z.t.     |
| 13      | Denis Borovik        |                     | z.t.     |
| 14      | Andrej Lukonin       |                     | z.t.     |
| 15      | Georgios Bouglas     | SP Tableware        | z.t.     |
| 16      | Kirill Bozjenko      |                     | z.t.     |
| 17      | Vladimir Plachov     |                     | z.t.     |
| 18      | Andrei Vrabii        |                     | z.t.     |
| 19      | Vladislav Litvintsev |                     | z.t.     |
| 20      | Aleksandr Rotyakov   |                     | z.t.     |
|         |                      |                     |          |
| 33      | Gerd de Keijzer      |                     | z.t.     |

## UCI Europe Tour
In deze Grote Prijs van Moskou waren punten te verdienen voor de ranking in de UCI Europe Tour 2014. Enkel renners die uitkomen voor een (pro-)continentale ploeg, maakten aanspraak om punten te verdienen.
| # | Renner            | Ploeg          | Punten |
| - | ----------------- | -------------- | ------ |
| 1 | Leonid Krasnov    | RusVelo        | 40     |
| 2 | Andriy Kulyk      | Kolss          | 30     |
| 3 | Andris Smirnovs   | Rietumu-Delfin | 16     |
| 4 | Apostolos Bouglas | SP Tableware   | 12     |
| 5 | Dmitry Krivtsov   | Kolss          | 10     |
| 6 | Aleksandr Zjdanov |                | 8      |
| 7 | Maksym Vasilyev   | ISD CT         | 6      |
| 8 | Aleksandr Serov   | RusVelo        | 3      |